# Silvana Imam
Silvana Imam (pronunciat /sɪlvˈɑːnə ɪmˈɑːm/, 19 setembre de 1986, Klaipėda, República Socialista Soviètica de Lituània) és una cantant sueca de música rap i les seves cançons clamen contra el racisme i l'homofòbia.

## Biografia
La mare de Silvana Imam és lituana i el seu pare sirià. Imam té formació acadèmica musical i ha estudiat psicologia. És membre del col·lectiu de hip-hop RMH. RMH està format, a més, per Erik «Eboi» Lundin i Cherrie. El 2012, fou nominada en els premis musicals de Kingsize Magazine, i el maig 2013 va publicar el seu àlbum de debut titulat Rekviem amb el segell Playground Music. El maig 2014, va treure l'EP När du ser mig • Se dig, i després va realitzar la gira Jag ser dig per Suècia durant el mateix estiu.
El gener de 2015, Imam signà un contracte amb el segell discogràfic de Sebastian Ingrosso, Refune Records. El febrer 2015 va ser considerada Homo de l'Any per la revista QX Magazine. L'abril 2015 va treure el seu segon EP, titulat Jag dör för dig, i va realitzar la seva segona gira, titulada Jag är naturkraft. Silvana Imam és parella amb Beatrice Eli, i el juny de 2015 van actuar juntes a Göteborg sota el nom de Vierge Moderne. El nom pel seu duo el manllevaren d'un poema del poeta finlandès Edith Södergran. Van actuar a l'escenari del parc d'atraccions de Liseberg. Imam va ser convidada a l'estrena del programa Edit: Dirawi, amb la presentadora Gina Dirawi. L'octubre 2015, Imam fou convidada al programa Nästa Nivå d'Aftonbladet TV, on va conversar de música rap amb l'artista Sebbe Staxx. El febrer de 2015 va guanyar el Premi al Millor Directe a la Manifestgalan. Silvana Imam s'ha descrit en les seves lletres com el Vincent van Gogh del rap, el Liberace del rap, i el Quentin Tarantino del rap. L'octubre de 2016 Silvana Imam va ser confirmada per actuar a la 31a edició del festival musical Eurosonic Noorderslag a Groningen.

## Pel·lícula
L'any 2017, les directores sueques Mika Gustafson, Olivia Kastebring i Christina Tsiobanelis, estrenaren la pel·lícula documental Silvana sobre la cantant des dels primers anys de la seva carrera fins a convertir-se en una icona i activista queer. El film guanyà el Premi Guldbagge al millor documental l'any 2018.

## Discografia

### Àlbums
- Rekviem (2013)
- När du ser mig – Se dig (EP, 2014)[20]
- Jag dör för dig (EP, 2015)
- Naturkraft (2016)
- Helig Moder (2019)[21]